# FK Dinamo Kirov
FK Dinamo Kirov (Russisch: ФК Динамо Киров) is een Russische voetbalclub uit Kirov.

## Geschiedenis
De club werd opgericht in 1923. In 1937 speelde de club voor het eerst in de nationale reeksen, toen in de vijfde klasse. Echter werd deze competitie na één seizoen al opgeheven. Het duurde nog twintig jaar vooraleer het volgende optreden er zou zijn, nu in de tweede klasse. Na twee jaar middenmoot ging het steeds beter en in 1961 werden ze groepswinnaar en plaatste zich voor de eindronde om promotie, waar ze derde werden achter Krylja Sovetov Koejbysjev en Terek Grozny. Na een vijfde plaats nog in 1962 werd de club slachtoffer van competitiehervorming en moest vanaf 1963 aan de slag in de derde klasse. De club plaatste zich meteen voor de eindronde om promotie, maar moest deze aan Volga Kalinin laten. De volgende jaren werd de club een middenmoter en in de jaren zeventig eindigden ze zelfs regelmatig in de lagere middenmoot. Vanaf 1980 ging het weer beter toen ze derde werden en een jaar later konden ze opnieuwe de promotie afdwingen. De club moest tegen de degradatie vechten in de Pervaja Liga, maar in de laatste vier speeldagen kon de club drie keer winnen en één keer gelijkspelen waardoor het behoud verzekerd werd. Het volgende seizoen werden ze echter afgetekend laatste en zakten terug naar de derde klasse. De volgende jaren maakte de club geen aanspraak meer op promotie.
Na het uiteenvallen van de Sovjet-Unie, mocht de club van start gaan in de nieuwe Russische eerste divisie, de tweede klasse en werd daar laatste. In 1993 werd de naam Vjatka Kirov aangenomen. Vanaf 1995 speelde de club op amateurniveau. In 1996 werd de naam opnieuw gewijzigd, nu in Masjinostroitel Kirov en in 1999 in Dinamo-Masjinotroitel Kirov. Dat jaar maakte de club ook de rentree in de tweede divisie, de derde hoogste klasse. De club werd opnieuw een middenmoter en in 2004 werd opnieuw de oude naam Dinamo Kirov aangenomen. In 2006 eindigde de club derde. De volgende jaren eindigde de club terug in de lagere middenmoot en vocht vaak tegen degradatie die meestal nipt vermeden werd. In 2016 eindigde de club afgetekend laatste, maar dat jaar was er geen degradatie. In 2017 trok de club zich vrijwillig terug uit de tweede divisie. 

## Bekende ex-spelers
- Vladimir Iljin